# Cantón de Toulouse-11
El cantón de Toulouse-11 es una división administrativa francesa, situada en el departamento de Alto Garona y la región de Mediodía-Pirineos.

## Composición
El cantón de Toulouse-11 incluye la parte de la ciudad formada por los barrios:
- Bagatelle
- Croix de Pierre
- La Faourette
- Lafourguette
- Papus
- Tabar
- Bordelongue